# Teorie conspirativă

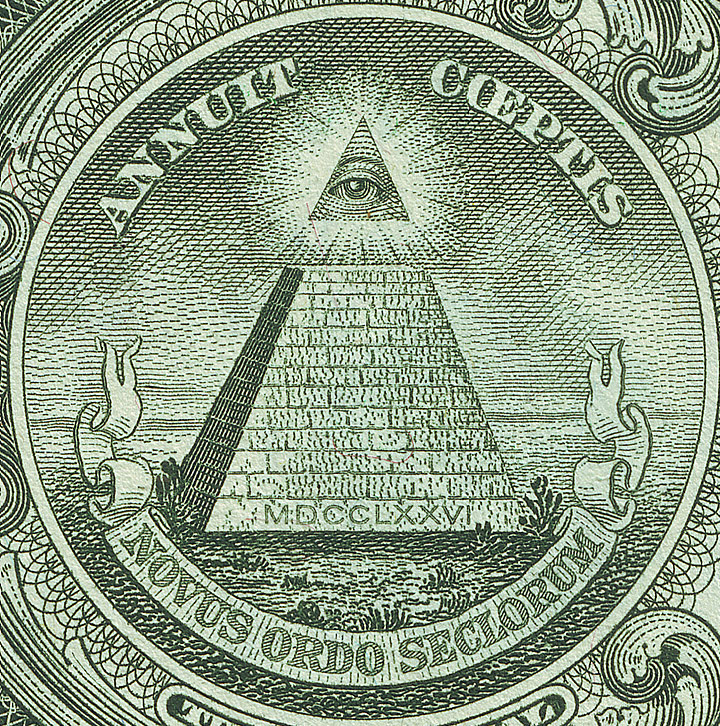
Ochiul Providenței, cum apare el pe bancnota de 1 dolar american, perceput de unii ca dovadă a unei conspirații care leagă Părinții Fondatori ai Statelor Unite de Illuminati.

O teorie a conspirației (denumită și teorie conspirativă sau teorie conspiraționistă) este o explicație dată unui eveniment sau unei situații care afirmă existența unei conspirații (în general a unor grupuri puternice și sinistre, adesea motivate politic), în condițiile în care sunt mult mai probabile alte explicații. Termenul are în general conotații negative, care sugerează că o ipoteză pare atrăgătoare pentru că se bazează pe prejudecăți, convingeri emoționale și dovezi insuficiente. O teorie a conspirației diferă de conspirație; ea se referă doar la ipoteza unei conspirații cu anumite caracteristici specifice, inclusiv opoziția față de consensul general existent în rândul persoanelor care au nivelul de calificare necesar să-i evalueze acuratețea, cum ar fi oamenii de știință sau istoricii.
Teoriile conspirației tind să fie consistente intern și să se coreleze unele cu altele; ele sunt în general gândite să reziste refutării prin prezentarea de dovezi împotriva lor sau prin arătarea absenței dovezilor în favoarea lor. Ele sunt întărite prin raționament circular⁠(d): dovezile împotriva conspirației și absența dovezilor în favoarea ei sunt interpretate viciat ca dovezi ale adevărului. Stephan Lewandowsky⁠(d) observă că „această interpretare se bazează pe noțiunea că, cu cât sunt mai puternice dovezile împotriva unei conspirației, cu atât vor mai mult conspiratorii să se creadă versiunea lor de evenimente”. Ca urmare, conspirația devine o chestiune de credință, și nu ceva care poate fi dovedit sau infirmat. Unele studii a făcut legătura între teoriile conspirației și neîncrederea în autorități și cinismul politic. Unii cercetători sugerează că ideația conspiraționistă—credința în teoriile conspirației—poate fi de natură patologică și poate avea efecte psihologice nefaste. Astfel de credințe sunt corelate cu proiecțiile psihologice, paranoia, și machiavelismul⁠(d).
Psihologii pun de regulă credința în teoriile conspirației pe seama mai multor afecțiuni psihopatologice, cum ar fi paranoia, schizotipia⁠(d), narcisismul, și atașamentul nesigur, sau pe o formă de dezechilibru cognitiv⁠(d) denumit „apofenie⁠(d)" (percepția iluzorie a șabloanelor). A fost pusă în legătură și cu așa-numita triadă neagră a tipurilor de personalitate, a căror trăsătură comună este lipsa de empatie. Un articol din 2020 a relevat însă că cei mai mulți specialiști în științe cognitive consideră teoriile conspirative ca fiind de regulă nepatologice, dat fiind că credința nefondată în conspirații este comună și în culturile istorice, și în cele contemporane, și poate deriva din tendințele umane înnăscute spre bârfă, religie și coeziune a grupurilor. Un studiu istoric al teoriilor conspirative a concluzionat că „dovezile sugerează că sentimentele de aversiune pe care le pot avea oamenii într-o criză—frica, incertitudinea, și sentimentul pierderii controlului—stimulează o motivație de a înțelege situația, crescând posibilitatea de a percepe conspirații în situații sociale.”
Istoric, teoriile conspirației au fost legate strâns de prejudecăți, propagandă, vânători de vrăjitoare, războaie, și genocide. Cei care comit atacuri teroriste cred cu tărie în ele, așa cum s-a arătat în cazul lui Timothy McVeigh și Anders Breivik, dar și la nivel de guverne, cum ar fi cel al Germaniei Naziste, al Uniunii Sovietice, și al Turciei⁠(d). Negaționismul SIDA⁠(d) de către guvernul Africii de Sud, motivat de teorii ale conspirației, a cauzat moartea de SIDA a circa 330.000 de oameni. QAnon⁠(d) și negaționismul⁠(d) despre alegerile prezidențiale din 2020 din SUA au condus la atacul din 6 ianuarie asupra Capitoliului SUA, iar credința în  teoriile conspirației despre alimente modificate genetic⁠(d) a determinat guvernul Zambiei să respingă ajutoarele alimentare în timpul unei foamete, la un moment când trei milioane de locuitori ai țării sufereau de foame. Teoriile conspirației sunt un obstacol important în îmbunătățirea sănătății publice, întrucât încurajează opoziția față de măsuri sanitare, cum ar fi vaccinarea și fluorurarea apei⁠(d). Ele au fost legate de epidemii de boli prevenibile prin vaccinare⁠(d). Alte efecte ale teoriilor conspirațiilor sunt reducerea încrederii în dovezile științifiice, radicalizarea și întărirea ideologică a grupărilor extremiste, și consecințele negative pentru economie.
Teoriile conspirative, odinioară limitate la audiențe restrânse, au devenit comune în mass media, pe Internet, și în Social media, dezvoltându-se ca fenomen cultural la sfârșitul secolului al XX-lea și începutul secolului al XXI-lea. Ele sunt răspândite în toata lumea și adesea crezute frecvent, uneori de majorități ale populației. Printre intervențiile ce pot reduce credințele conspiraționiste se numără menținerea unei societăți deschise, încurajarea oamenilor să folosească gândirea analitică⁠(d), și reducerea sentimentelor de incertitudine, anxietate, și neputință.

## Origine și utilizare
Oxford English Dictionary citează un articol din 1909 din The American Historical Review⁠(d) ca primul exemplu de utilizare a noțiunii, deși cuvântul apărea în lucrări tipărite deja de câteva decenii.
Cea mai veche utilizare a ei datează de la autorul american Charles Astor Bristed⁠(d), într-o scrisoare adresată redacției, publicată în The New York Times pe 11 ianuarie 1863. El a folosit termenul cu referire la afirmațiile cum că aristocrații britanici slăbeau intenționat Statele Unite în timpul Războiului Civil pentru a-și promova interesele financiare.
Anglia a tot avut destule de făcut în Europa și în Asia, fără să mai aibă de ce să se complice amestecându-se în America. Era o imposibilitate fizică și morală să întreprindă o gigantică conspirație împotriva noastră. Dar masele de la noi, care au doar cunoștințe generale și aproximative despre afacerile externe, deloc neobișnuit, exagerează întrucâtva spațiul pe care îl ocupăm în ochii lumii, nu apreciază complicațiile care ar face imposibilă o asemenea conspirație. Ei privesc doar întorsăturile bruște ale presei și publicului englez, pe care le explică convenabil drept «teoria conspirației».
Termenul este folosit și ca o modalitate de a discredita analizele dizidente⁠(d). Robert Blaskiewicz comentează că încă din secolul al XIX-lea au apărut exemple ale acestui termen, și că utilizările erau aproape mereu peiorative. Pe de altă parte, conform unui studiu al lui Andrew McKenzie-McHarg, în secolul al XIX-lea, termenul teorie a conspirației doar „sugera un postulat plauzibil al unei conspirații” și „în acest moment, nu poartă nicio conotație, nici negativă, nici pozitivă”, deși uneori un postulat astfel etichetat era criticat. Autorul și activistul George Monbiot⁠(d) a argumentat că termenii „teorie a conspirației” și „conspiraționist” sunt derutanți, întrucât chiar există conspirații, iar teoriile sunt „explicații raționale supuse probării”. În schimb, el a propus termeni care s-ar traduce drept „ficțiune conspirativă” și „fantezist conspiraționist”.

### Presupuse origini în CIA

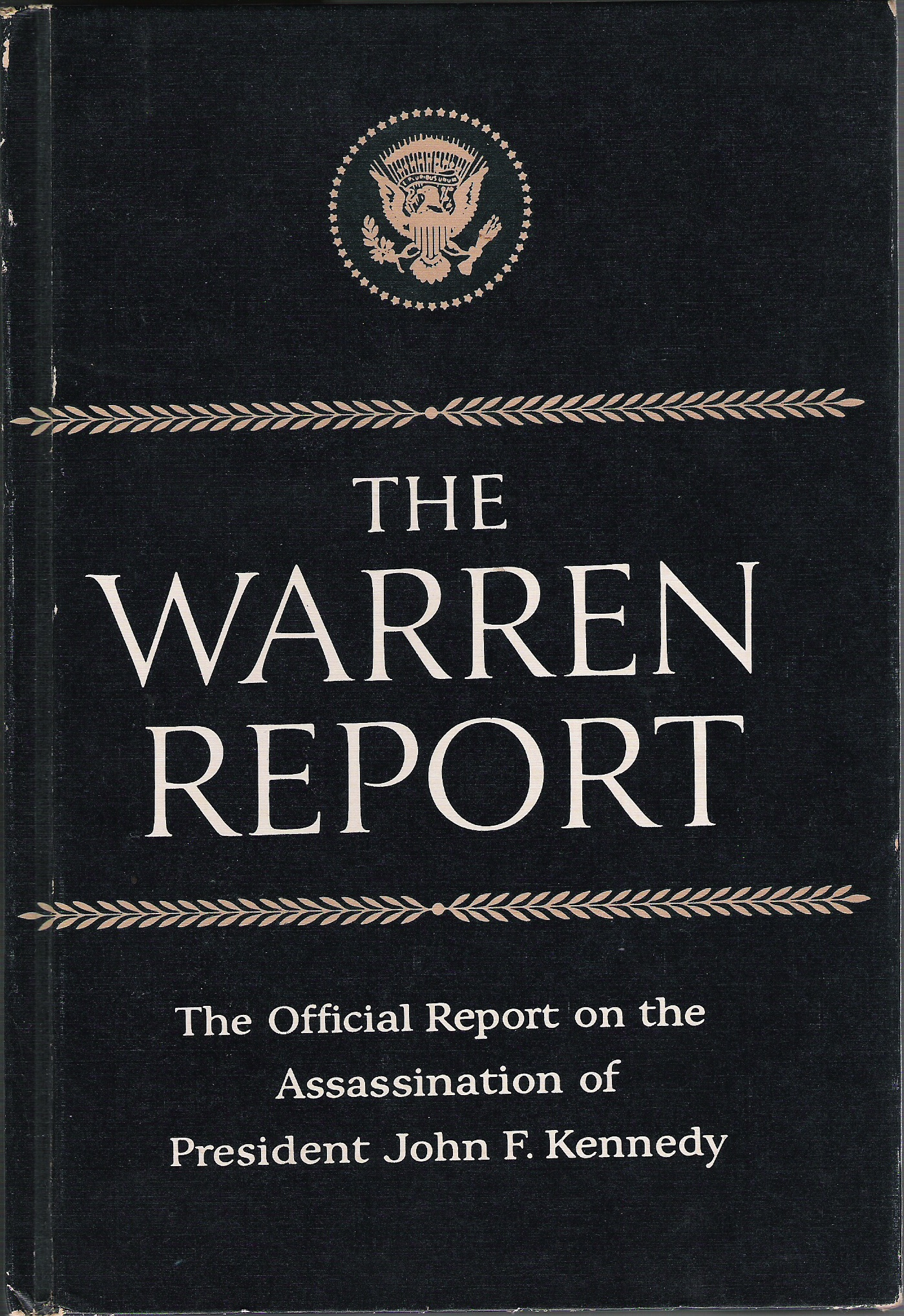

Termenul „teorie a conspirației” este el însuși subiect de teorie a conspirației, care afirmă că ar fi fost popularizat de către CIA pentru a-i discredita pe cei care cred în conspirații, anume pe criticii Comisiei Warren⁠(d), ridiculizându-i. În cartea sa Conspiracy Theory in America, publicată în 2013, politologul Lance deHaven-Smith scria că termenul a intrat în utilizarea cotidiană în Statele Unite după 1964, anul în care Comisia Warren și-a publicat constatările pe marginea asasinării lui John F. Kennedy, iar The New York Times a publicat cinci colecții de articole în acel an în care a folosit termenul.
Michael Butter, profesor de istorie literară și culturală americană la Universitatea din Tübingen a cercetat dacă CIA într-adevăr a fost responsabilă de popularizarea termenului „teorie a conspirației”. Butter a scris în 2020 că documentul CIA intitulat Concerning Criticism of the Warren Report („Despre criticile Raportului Warren”), pe care proponenții teoriei îl folosesc drept dovadă a motivelor și intențiilor CIA, nu conține deloc expresia „teorie a conspirației” la singular, ci doar o singură dată, la plural, în propoziția: „teorii ale conspirației au aruncat adesea suspiciuni față de organizația noastră, de exemplu, afirmând fals cum că Lee Harvey Oswald ar fi lucrat pentru noi.”

## Differențele față de conspirațiile reale
O teorie a conspirației nu este neapărat o conspirație reală, adică un plan ascuns care implică doi sau mai mulți oameni. Termenul „teorie a conspirației” se referă de fapt la ipoteze ale unor conspirații cu anumite caracteristici. De exemplu, credințele conspiraționiste se opun invariabil consensului mainstream existent între persoanele calificate și capabile să le evalueze acuratețea, cum ar fi oamenii de știință sau istoricii. Teoriile conspirației se pretind a avea acces privilegiat la cunoștințe persecutate social sau la un mod de gândire stigmatizat, care le separă de masele care cred versiunea oficială. Michael Barkun⁠(d) descrie o teorie a conspirației drept un „șablon impus asupra lumii pentru a da aparența unei ordini a evenimentelor”.
Conspirațiile reale, chiar și cele foarte simple, sunt foarte dificil de ascuns și întâmpină permanent probleme neașteptate. Teoriile conspirației sugerează, în schimb, că conspirațiile au un nivel nerealist de succes și că grupurile de conspiratori, cum ar fi birocrațiile, pot acționa cu o competență și o discreție aproape perfecte. Cauzele evenimentelor sau situațiilor sunt simplificate pentru a exclude factori complecși sau care se îmbină unii cu alții, precum și rolul întâmplării și consecințelor neintenționate. Aproape toate observațiile sunt explicate ca fiind planificate deliberat de presupușii conspiratori.
În teoriile conspirației, se afirmă de regulă că conspiratorii acționează cu malițiozitate extremă. După cum descrie Robert Brotherton:
Intenția malefică presupusă de cele mai multe teorii ale conspirației merge mult peste comploturile reale cotidiene născute din egoism, corupție, cruzime și infracționalitate. Conspiratorii postulați nu sunt simpli oameni cu agende egoiste și valori diverse. Teoriile conspirației postulează, în schimb, o lume în alb și negru, în care binele luptă mereu împotriva răului. Publicul general este prezentat drept victimă a unor persecuții organizate, iar motivele presupușilor conspiratori frizează adesea răul maniacal pur. Se spune despre conspiratori cel puțin că au o lipsă de respect aproape inumană față de libertățile elementare și față de binele populației generale. Teoriile conspirative mai grandioase ilustrează conspiratorii drept Răul Întrupat: îi acuză că au cauzat toate relele de care suferă ei, că comit în mod repetat acte abominabile de cruzime inimaginabilă, și că se străduiesc să submineze și să distrugă tot ce iubim noi.

## Exemple
O teorie a conspirației poate lua orice materie drept subiect, dar anumite subiecte atrag mai mult interes ca altele. Printre subiectele favorite se numără decese și asasinate celebre, activități guvernamentale de o moralitate dubioasă, tehnologii suprimate și terorism sub „steag fals”. Printre cele mai înrădăcinate și mai recunoscute teorii ale conspirației se numără noțiunile care privesc asasinarea lui John F. Kennedy, aselenizările misiunii Apollo din 1969, și atacurile teroriste de 9/11, precum și numeroase teorii ce vorbesc despre presupuse comploturi în vederea dominației lumii, organizate de diferite grupuri, reale sau imaginare.

## Popularitate
Diverse teorii ale conspirației sunt răspândite prin toată lumea. În Africa rurală, țintele frecvente ale teoriilor conspirațiilor sunt elitele sociale, triburile inamice, și lumea occidentală, iar conspiraționiștii susțin că aceștia își derulează planurile prin vrăjitorie; o credință comună identifică tehnologia modernă drept o formă de vrăjitorie, creată cu scopul de a face rău și de a controla oamenii. În China, o teorie a conspirației cu largă circulație susține că mai multe evenimente, între care ascensiunea lui Hitler, criza financiară din 1997 din Asia⁠(d), și schimbările climatice ar fi fost puse la cale de familia Rothschild, și este posibil să fi avut efecte asupra discuțiilor pe tema politicii monetare a Chinei⁠(d).
Teoriile conspirației, care odinioară se limitau la audiențe restrânse, au devenit o prezență obișnuită în mass media, contribuind la apariția conspiraționismului drept fenomen cultural în Statele Unite de la sfârșitul secolului al XX-lea și începutul secolului al XXI-lea. Predispoziția generală spre a crede teorii ale conspirației este independentă de liniile partizane și ideologice. Gândirea conspiraționistă este corelată cu orientările antiguvernamentale și cu percepția scăzută a eficienței politice, conspiraționiștii simțind o amenințare guvernamentală față de drepturile individuale și afișând un scepticism profund față de importanța și valoarea votului.
Teoriile conspirației sunt adesea crezute de mulți oameni, unele fiind chiar credințe ale majorității populației. O parte mare a americanilor dau crezare astăzi cel puțin unor teorii ale conspirației. De exemplu, un studiu efectuat în 2016 a găsit că 10% din americani cred că teoria dârelor chimice este „complet adevărată” iar 20–30% cred că este „parțial adevărată”. Aceasta ar însemna, extrapolând, că circa 120 de milioane de americani sunt de părere că „dârele chimice sunt ceva adevărat”. Credința în teoriile conspirației a devenit, astfel, un subiect de interes pentru sociologi, psihologi și experți în folclor.
Teoriile conspirației au o amplă prezență pe Web sub forma blogurilor și filmărilor de pe YouTube, precum și în Social media. Încă se cercetează măsura în care Webul a crescut prevalența teoriilor conspirației. Prezența și reprezentarea teoriilor conspirațiilor în rezultatele motoarelor de căutare⁠(d) a fost monitorizată și studiată, prezentând variații importante de la un subiect la altul, precum și absența generală din rezultate a legăturilor reputate și de bună calitate.
O teorie a conspirației propagată de-a lungul mandatelor fostului președinte al SUA Barack Obama susținea că el s-ar fi născut în Kenya, și nu, cum e în realitate, în Hawaii. Fostul guvernator al statului Arkansas și adversar politic al lui Obama Mike Huckabee⁠(d) a ținut capul de afiș în 2011 când, alături de alți lideri republicani, a continuat să pună la îndoială cetățenia lui Obama.
| Teoria conspirației | Cred | Nu sunt siguri |
| --- | ---- | -------------- |
| "Un grup de elite sataniste care conduc un cerc de pedofilie încearcă să controleze viața politică și mass-media" (QAnon⁠(d) | 17%  | 37%            |
| „Mai multe atacuri cu arme de foc din anii recenți sunt farse înscenate” (teoria actorilor de criză⁠(d)                      | 12%  | 27%            |
| Barack Obama nu s-a născut în Statele Unite                                                                                 | 19%  | 22%            |
| Teorii ale conspirației despre aselenizare                                                                                  | 8%   | 20%            |
| Teorii ale conspirației despre 9/11                                                                                         | 7%   | 20%            |

## Tipuri
O teorie a conspirației poate fi locală sau internațională, concentrată pe câte un unic eveniment sau acoperind mai multe incidente de la nivelul unei întregi țări, regiuni sau perioade istorice. Conform lui Russell Muirhead⁠(d) și Nancy Rosenblum⁠(d), conspiraționismul tradițional implica, istoric, o „teorie”, dar, în timp, noțiunile de „teorie” și „conspirație” s-au decuplat, deoarece conspiraționismul modern nu mai are în spate decât vagi ipoteze, nimic care să aibă structura unei teorii.

### Cele cinci tipuri ale lui Walker
Jesse Walker⁠(d) (2013) a identificat cinci tipuri de teorii ale conspirației:
- „Inamicul din exterior” se referă la teorii bazate pe ideea că o figură din afară complotează împotriva unei comunități.
- „Inamicul din interior” găsește conspiratori înăuntrul unei comunități, și alarmează oamenii susținând că ei nu pot fi deosebiți de cetățenii obișnuiți.
- „Inamicul de deasupra” implică oameni puternici care manipulează evenimentele în folosul lor personal.
- „Inamicul de dedesubt” acuză clasele inferioare că încearcă să răstoarne ordinea socială.
- „Conspirațiile binevoitoare” sunt forțe angelice care lucrează în spatele scenei pentru a îmbunătăți lumea și pentru a ajuta oamenii.

### Cele trei tipuri ale lui Barkun
Michael Barkun⁠(d) a identificat trei clasificări ale teoriilor conspirațiilor:
- Teorii ale conspirației evenimențiale. Acestea se referă la evenimente limitate și bine definite. Printre exemple s-ar putea enumera teorii legate de  asasinarea lui Kennedy, 9/11, și răspândirea SIDA.
- Teorii ale conspirației sistemice. Acestea sunt credințe cum că există conspirații cu obiective largi, de regulă concepute ca asigurând controlul asupra unei țări, regiuni sau asupra întregii lumi. Obiectivele sunt foarte ample, în schimb mașinăria conspirației este în general simplă: o unică organizație malefică implementează un plan de a infiltra și submina instituțiile existente. Este un scenariu comun în teoriile conspirației care se concentrează pe presupusele mașinațiuni ale evreilor⁠(d), masonilor, comunismului, sau Bisericii Catolice⁠(d).
- Teorii ale superconspirațiilor. Pentru Barkun, astfel de teorii fac legătura între mai multe teorii ale conspirației și le leagă ierarhic. La vârf, în depărtare, există o forță malefică atotputernică. Exemplele pe care le dă el sunt ideile lui David Icke și Milton William Cooper⁠(d).

### Rothbard: superficiale vs. profunde
Murray Rothbard argumentează în favoarea unui model care face distincția între teoriile conspirațiilor „profunde” și cele „superficiale”. Conform lui Rothbard, un conspiraționist „superficial” observă un eveniment și se întreabă Cui bono⁠(d)? („Cui îi folosește?”), apoi sare direct la concluzia că presupusul beneficiar este responsabil de influențarea pe ascuns a evenimentelor. Pe de altă parte, conspiraționistul „profund” începe de la o bănuială și apoi caută dovezile. Rothbard descrie această din urmă activitate ca o chestiune de a confirma cu fapte certe o paranoia inițială.

## Lipsa dovezilor
Credințele în teoriile conspirației nu se bazează în general pe dovezi, ci pe încrederea adepților. Noam Chomsky face distincția între teoria conspirației și analiza instituțională⁠(d) care se concentrează mai ales pe comportamentul public pe termen lung al instituțiilor publice cunoscute, așa cum este consemnat acesta, de exemplu, în documentele științifice și în rapoartele media mainstream⁠(d). Teoriile conspirației postulează existența unor coaliții secrete de indivizi și speculează pe marginea presupuselor lor activități. Credința în teoriile conspirației este asociată cu părtiniri în raționament, cum ar fi eroarea logică a conjuncției⁠(d).
Clare Birchall de la King's College London descrie teoria conspirație ca o „formă de cunoaștere sau interpretare populară”. Utilizarea cuvântului „cunoaștere” sugerează modurile în care teoria conspirației poate fi analizată în raport cu modurile legitime de cunoaștere. Relația dintre cunoaștere legitimă și ilegitimă, susține Birchall, este mai apropiată decât simpla respingere a teoriilor conspirației.
Teoriile care implică mai mulți conspiratori, și care s-au dovedit reale, cum ar fi scandalul Watergate, sunt de regulă considerate jurnalism de investigație sau analiză istorică. Bjerg (2016) scrie: „felul cum utilizăm în mod normal termenul de «teorie a conspirației» exclude instanțele în care teoria este în general acceptată ca adevărată. Scandalul Watergate servește drept referință standard.” În contrast, termenul „teorie a conspirației Watergate” este folosit cu referire la o varietate de ipoteze în care cei condamnați pentru conspirație ar fi de fapt victimele unei conspirații și mai profunde. Există tentative de a analiza teoria teoriilor conspirației pentru a asigura că termenul „teorie a conspirației” este folosit cu referire doar la narațiuni care au fost demontate de experți.

## Retorică
Retorica conspiraționistă exploatează câteva biasuri cognitive⁠(d), între care biasul de proporționalitate⁠(d), biasul de atribuire⁠(d), și biasul de confirmare⁠(d). Argumentele lor iau adesea forma unor întrebări rezonabile, urmate însă de un răspuns care nu se mai bazează pe dovezi clare. Teoriile conspirației au cel mai mult succes atunci când cei care le avansează reușesc să adune adepți din publicul general, ca în cazul celor legate de politică, religie și jurnalism. Este foarte posibil ca acei promotori nici să nu creadă ei înșiși în teoria conspirației; ci doar să o folosească pentru a dobândi aprobarea publicului. Afirmațiile conspiraționiste pot acționa ca strategie retorică de succes în a convinge publicul prin apelul la emoție.
Teoriile conspirației se autojustifică de regulă concentrându-se pe lacune și ambiguități ale cunoașterii, după care afirmă că adevărata explicație pentru ele trebuie să fie o conspirație. În contrast, orice dovadă care le susține direct afirmațiile este în general de calitate scăzută. De exemplu, teoriile conspirației sunt adesea dependente de afirmațiile unor martori oculari⁠(d), în ciuda lipsei lor de consistență, ignorând analizele obiective ale dovezilor.
Teoriile conspirației nu pot fi invalidate și sunt întărite prin argumente eronate logic. În particular, eroarea logică a raționamentului circular⁠(d) este folosită des de conspiraționiști: atât dovezile împotriva conspirației, cât și absența dovezilor în favoarea ei sunt reinterpretate ca dovezi ale adevărului ei, ceea ce face ca conspirația să devină o chestiune de credință, și nu ceva ce poate fi demonstrat sau infirmat. Strategia epistemică a teoriilor conspirației a fost denumită „logică în cascadă”: de fiecare dată când apar noi dovezi, o teorie a conspirației le poate ignora susținând că și mai mulți oameni fac parte din mușamalizare. Orice informație care contrazice teoria conspirației este atacată drept dezinformare furnizată de presupusa conspirație. Similar, lipsa continuă de dovezi care să susțină afirmațiile conspiraționiste este ilustrată drept o confirmare a conspirației tăcerii; faptul că alți oameni nu au găsit sau expus vreo conspirație este interpretat ca dovadă că acei oameni fac parte cin complot, fără a se gândi că o explicație mai bună ar fi că conspirația nu există. Această strategie permite teoriilor conspirației să se autoizoleze față de analiza neutră a dovezilor, și le face să fie rezistente la corectare sau discutare, fenomen numit „autoizolare epistemică”.

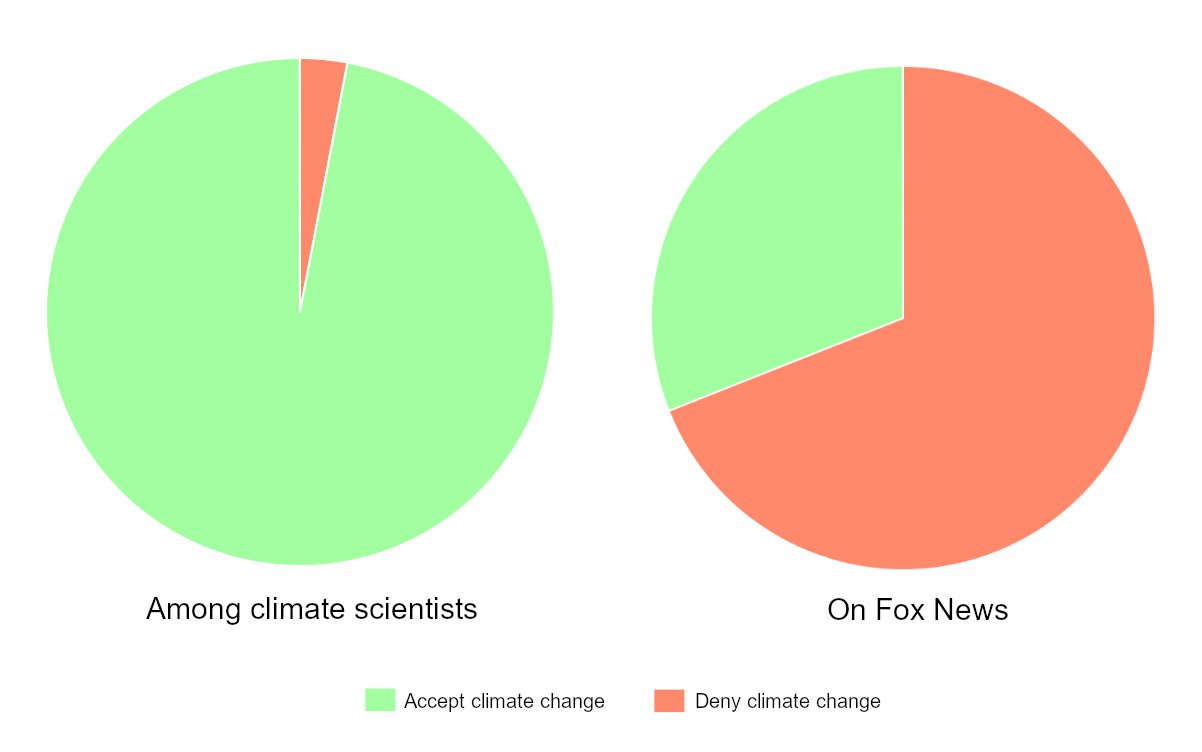
În 2013, 97% din lucrările științifice cu evaluare colegială care luau o poziție pe tema încalzirii globale afirmau că este cauzată de om, iar 3% spuneau că nu. Invitații de la Fox News din același an prezentau un fals echilibru între cele două puncte de vedere, 31% din invitați crezând că se întâmplă și 69% că nu.

Conspiraționiștii profită adesea de falsul echilibru⁠(d) din mass media. Ei pot susține că prezintă un punct de vedere alternativ legitim care merită timp egal pentru a-și prezenta argumentele; de exemplu, această strategie este folosită de campania Teach the Controversy⁠(d) pentru a promova designul inteligent, care adesea susține că există o conspirație a oamenilor de știință pentru a le suprima lor ideile. Dacă reușesc să gășească o platformă pe care să-și prezinte ideile într-un format de dezbatere, ei se concentrează pe folosirea de ad hominemuri retorice și pe atacarea a ceea ce ei consideră a fi deficiențe ale abordării mainstream, evitând însă orice discuție despre neajunsurile propriei lor poziții.
Abordarea tipică teoriilor conspirației este de a contesta orice acțiune sau afirmație a autorităților, folosind chiar și cele mai deplasate justificări. Răspunsurile sunt apoi evaluate cu dublu standard, în care nefurnizarea unui răspuns imediat pe placul conspiraționistului este pretinsă a fi dovada unei conspirații. Orice eroare minoră din răspuns este masiv scoasă în evidență, în vreme ce deficiențele în argumentele celorlalți proponenți ai teoriei sunt în general trecute cu vederea.
În știință, conspiraționiștii pot sugera că o teorie științifică poate fi infirmată de o singură deficiență percepută, deși asemenea evenimente sunt extrem de rare. Mai mult, atât neluarea în considerație a afirmațiilor, cât și încercarea de a le adresa vor fi interpretate drept dovadă a unei conspirații. Alte argumente conspiraționiste pot să nu fie științifice: de exemplu, ca răspuns la Raportul celei de a Doua Evaluări a IPCC⁠(d) din 1996, cea mai mare parte a opoziției s-a concentrat pe promovarea unei obiecții procedurale la crearea raportului. Anume, s-a susținut că o parte a procedurii reflecta o conspirație de a-i suprima pe disidenți, care a servit drept motivație pentru adversarii raportului și a reușit să redirecționeze o parte semnificativă a discuției publicului și să o distragă de la elementele științifice ale lui.

## Consecințe

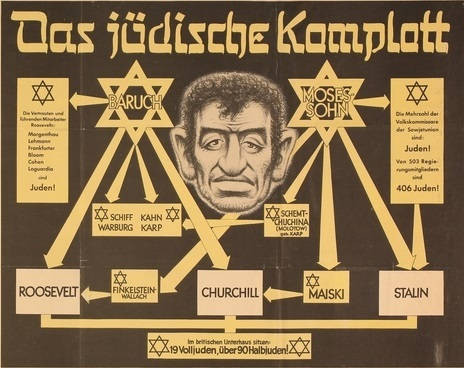
Afiș de propagnadă nazistă antisemită din timpul celui de al Treilea Reich, intitulat Das jüdische Komplott („Conspirația evreiască”)

Istoric, teoriile conspirației au fost îndeaproape legate de prejudecăți, vânători de vrăjitoare, războaie, și Genocide. Cei care comit atacuri teroriste cred adesea în asemenea teorii, care au folosite ca justificări de unii ca Timothy McVeigh, Anders Breivik și Brenton Tarrant, precum și de guverne extremiste, ca cele ale Germaniei Naziste și al Uniunii Sovietice. Negaționismul SIDA⁠(d) de către guvernul Africii de Sud, motivat de teorii, a cauzat moartea de SIDA a circa 330.000 de oameni, iar credința în teoriile conspirației despre alimentele modificate genetic⁠(d) au condus guvernul Zambiei să respingă ajutoarele alimentare în timpul unei foamete, la un moment când 3 milioane de locuitori ai țării sufereau de foame.
Teoriile conspirației sunt un obstacol important pentru ameliorarea sănătății publice. Cei care cred în teorii ale conspirației pe teme sanitare sunt mai puțin probabil să respecte recomandările medicale⁠(d), și mai probabil să folosească terapii alternative. Credințele conspiraționiste antivaccinare, cum ar fi teoriile conspirației despre companiile farmaceutice, pot avea ca rezultat reducerea ratelor de vaccinare, și au fost corelate cu epidemiile de boli prevenibile prin vaccinare⁠(d). Teoriile conspirației pe teme sanitare inspiră adesea opoziției față de fluorurarea apei⁠(d), și contribuie la impactul fraudei ROR-autism din Lancet⁠(d).
Acreditarea și generarea teoriilor conspirației la locul de muncă pot avea consecințe economice. De exemplu, conduce la scăderea satisfacției dată de muncă, și a angajamentului, și îi face pe angajați să își părăsească mai frecvent locul de muncă. S-au făcut comparații cu efectele zvonurilor de la locul de muncă, care au în comun câteva caracteristici cu teoriile conspirației atât în ce privește creșterea stresului, cât și în ce privește scăderea productivității. Printre efectele ulterioare asupra managerilor se numără scăderea profiturilor, reducerea încrederii angajaților și daune asupra imaginii companiei.
Teoriile conspirației pot devia atenția de la chestiunile sociale, politice și științifice importante. Mai mult, ele pot fi folosite pentru a discredita dovezile științifice față de publicul general sau într-un context legal. Strategiile conspiraționiste au în comun unele caracteristici și cu cele folosite de avocații care încearcă să discrediteze mărturiile experților, cum ar fi afirmații conform cărora experții ar avea motive secundare pentru a depune mărturie, sau încercări de a găsi pe cineva care să furnizeze afirmații care să sugereze că opiniile experților ar fi mai împărțite decât sunt în realitate.
Teoriile conspirației pot produce și unele beneficii societății în anumite situații. De exemplu, pot să ajute oamenii să identifice intoxicări cu informații efectuate de guverne, mai ales în societățile represive, și să încurajeze transparența guvernării. Conspirațiile reale sunt însă dezvăluite în mod normal de oameni care lucrează în interiorul sistemului, cum ar fi avertizorii de integritate; sau jurnaliștii de investigație, și deci cea mai mare parte a efortului consumat de conspiraționiști este îndreptat în direcții neproductive. Cele mai periculoase teorii ale conspirației sunt cele care incită la violență, fac țapi ispășitori din grupurile dezavantajate, sau răspândesc informații false⁠(d) pe chestiuni importante în societate.

## Intervenții

### Publicul-țintă
Strategiile de abordare a teoriilor conspirației au fost împărțite în doua categorii separate după cei cărora li se adresează: conspiraționiștilor sau publicului general. Aceste strategii implică reducerea fie a cererii, fie a ofertei pentru teoriile conspirației. Se pot folosi și ambele abordări simultan, deși pot interveni probleme privind resursele limitate, sau cele că argumentele folosite cu una din părți sunt contraproductive cu cealaltă.
Intervenții scurte cu scop de alfabetizare științifică, în special cele concentrate pe aptitudinile de gândire critică, pot să submineze eficient credințele conspiraționiste și comportamentele asociate. Cercetările conduse de cercetătorii de la Penn State, publicate în Journal of Consumer Research⁠(d), au găsit că îmbunătățirea cunoștințelor și raționamentelor științifice prin intervenții scurte, cum ar fi mici filmări ce explică concepte cum ar fi relația între corelație și cauzalitate, reduce gradul de aderență la teoriile conspirației. Aceste intervenții sunt cel mai eficiente împotriva teoriilor conspiraționiste bazate pe raționamente defectuoase și au succes chiar în rândul grupurilor predispuse la credințe conspiraționiste. Studii efectuate pe peste 2700 de participanți pun accent pe importanța intervențiilor educative pentru reducerea credințelor conspiraționiste, mai ales când sunt temporizate în așa fel încât să influențeze procese decizionale critice.

#### Publicul general
Oamenii care se simt împuterniciți⁠(d) sunt mai rezistenți la teoriile conspiraționiste. Printre metodele de a promova acest sentiment se numără încurajarea oamenilor să folosească gândirea analitică⁠(d), amorsând⁠(d) oamenii să se gândească la situații pe care le controlează ei și asigurarea faptului că deciziile societății și guvernării sunt văzute ca urmând o corectitudine procedurală (utilizarea procedurilor decizionale corecte).
Printre metodele de infirmare care au dat dovadă de eficiență în diferite circumstanțe se numără: furnizarea de fapte care demonstrează că teoria conspiraționistă este falsă, încercarea de a discredita sursa, explicând în ce fel este logica invalidă sau înșelătoare, și furnizarea de legături către site-uri de fact-checking. Este eficientă folosirea acestor strategii în avans, informând oamenii că pot întâlni în viitor informații înșelătoare, și explicându-le de ce ar trebui respinse (așa-zisa „vaccinare” sau prebunking). S-a sugerat și că discutarea teoriilor conspiraționiste le poate ridica profilul și le poate face să pară mai legitime, dar discutarea lor poate pune oamenii în gardă dacă este suficient de persuasivă.
Alte abordări pentru reducerea atractivității teoriilor conspiraționiste în general în rândul publicului se pot baza și pe natura emoțională și socială a credințelor conspiraționiste. De exemplu, intervențiile care promovează gândirea analitică⁠(d) în publicul general pot fi eficiente. O altă abordare este de a interveni în feluri care reduc emoția negativă⁠(d), și anume aceea de a ameliora sentimentele de speranță și senzația de împuternicire.

#### Conspiraționiștii
Oamenii care deja cred în teorii ale conspirației sunt mai mult mai dificil de convins. Sistemele de credințe conspiraționiste nu se bazează pe dovezi externe, ci folosesc o logică circulară⁠(d) în care fiecare credință este sprijinită de alte credințe conspiraționiste. Mai mult, teoriile conspirației se auto-ermetizează: din cauza tipului de argumente folosite în sprijinul lor, ele devin rezistente la contestarea altora.
Caracteristicile unor strategii reușite de a comunica cu conspiraționiștii sunt împărțite în câteva categorii largi: 1) Argumentele pot fi prezentate de către „mesageri de încredere”, cum ar fi oameni care au fost în trecut membri ai unui grup extremist. 2) Întrucât conspiraționiștii se consideră oameni care prețuiesc gândirea critică, aceasta poate fi încurajată și direcționată spre analizarea teoriei conspirațiuniste. 3) Abordările dau dovadă de empatie, și se bazează pe construirea înțelegerii împreună, susținută de modelarea unei minți deschise pentru a încuraja conspiraționiștii să facă la fel. 4) Teoriile conspiraționiste nu sunt ridiculizate sau deconstruite agresiv, iar interacțiunile nu sunt tratate ca o dispută ce poate fi câștigată; această abordare poate funcționa cu publicul general, dar conspiraționiștii o resping pur și simplu.
Intervențiile care reduc sentimentele de incertitudine, anxietate sau neputință au ca rezultat reducerea credințelor în teorii ale conspirației. Alte strategii posibile pentru a diminua efectul teoriilor conspiraționiste sunt educația, alfabetizarea media și creșterea deschiderii și transparenței actului de  guvernare. Din cauza relației între teoriile conspirației și extremismul politic, este importantă și literatura academică pe tema deradicalizării⁠(d).
O abordare descrie teoriile conspiraționiste ca rezultând dintr-o „epistemologie schilodită”, în care o persoană întâlnește sau acceptă foarte puține surse relevante de informație. O teorie a conspirației are mai multe șanse să pară justificată în ochii celor cu un „mediu informațional” limitat, care întâlnesc doar informații înșelătoare. Acești oameni pot fi „izolați epistemologic” în rețele auto-închise⁠(d). Din perspectiva celor aflați în aceste rețele, deconectați de informațiile disponibile restului societății, credința în teoriile conspirației poate părea justificată. În aceste cazuri, soluția ar fi ruperea izolării informaționale a grupului.

### Reducerea răspândirii
Expunerea publică la teorii ale conspirației poate fi redusă prin intervenții care le reduc capacitatea de a se răspândi, cum ar fi încurajarea oamenilor să reflecteze înainte de a disemina o știre. Cercetătorii Carlos Diaz Ruiz și Tomas Nilsson au propus intervenții tehnice și retorice pentru a împiedica răspândirea teoriilor conspiraționiste prin social media.
| Tip de intervenție | Intervenție |
| ------------------ | --- |
| Tehnice            | Se expun sursele care inserează și diseminează teorii ale conspirației în social media (flagging).                                                 |
| Tehnice            | Se diminuează capacitatea sirselor de a monetiza teoriile conspiraționiste (demonetizare).                                                         |
| Tehnice            | Se încetinește circulația teoriilor conspiraționiste (algoritm)                                                                                    |
| Retorice           | Corecturi ale autorităților în domeniu (fact-checking).                                                                                            |
| Retorice           | Corecturile și fact-checking pe baza unor autorități în domeniu pot avea efecte adverse din cauza rezistenței la infirmarea unor vederi personale. |
| Retorice           | Se angajează purtători de cuvânt ce pot fi percepuți ca aliați sau insideri.                                                                       |
| Retorice           | Contraargumentele trebuie să izvorască dintr-o epistemologie pe care participanții deja o cunosc.                                                  |
| Retorice           | Se dă celor care cred în conspirații o „rampă de ieșire” pentru a-și reduce investiția emoțională fără a fi ridiculizați.                          |

### Politici guvernamentale
Principala apărare împotriva teoriilor conspirației este întreținerea unei societăți deschise, în care sunt disponibile multe surse de informații de încredere, iar sursele guvernamentale sunt credibile, nu propagandă. În plus, organizațiile neguvernamentale independente pot corecta informațiile eronate fără a fi nevoie ca oamenii să creadă autoritățile. Absența drepturilor și libertăților civile⁠(d) reduce numărul de surse de informație disponibile populației, ceea ce poate conduce oamenii să susțină teoriile conspirative. Întrucât credibilitatea teoriilor conspirative poate crește dacă guvernul se comportă necinstit sau se angajează în altfel de acțiuni problematice, evitarea de asemenea acțiuni este și ea o strategie relevantă.
Joseph Pierre a spus că neîncrederea în instituțiile cu autoritate este componenta de bază din spatele multor teorii conspirative și că neîncrederea creează un vid epistemic și îi face pe indivizi să caute răspunsuri vulnerabile la dezinformare. O soluție posibilă este de a oferi consumatorilor un loc la masă pentru a își ameliora încrederea în instituții. În ce privește provocările unei astfel de abordări, Pierre a spus că „problema cu recunoașterea unor zone de incertitudine în sfera publică este că aceasta poate fi transformată într-o armă care să întărească o viziune post-adevăr a lumii în care orice este discutabil, și că orice contrapoziție este la fel de validă. Deși îmi place să mă consider un individ echilibrat, este important să ținem minte că adevărul nu este întotdeauna la mijlocul unei dezbateri, indiferent dacă vorbim despre schimbări climatice, vaccinuri, sau medicamente antipsihotice.”
Cercetătorii au recomandat ca politicile publice să țină cont de posibilitatea unor teorii ale conspirației legate de orice politică, și să se pregătească să le combată în avans. Teorii ale conspirației au apărut brusc în contextul unor chestiuni foarte disparate, cum ar fi legile de gospodărirea teritoriului, și programele de bike-sharing. În cazul comunicării publice din partea oficialilor guvernului, printre factorii care îmbunătățesc eficiența comunicației se numără mesajele simple și clare, și utilizarea unor comunicatori care se bucură de încrederea populației-țintă. Informațiile autorităților despre teoriile conspirative pot fi mai ușor crezute dacă cel care poartă mesajul este perceput ca parte din grupul interior⁠(d) al celui care primește mesajul. Reprezentanții oficiali pot fi mai eficienți dacă împărtășesc caracteristicile grupurilor țintă, cum ar fi etnia.
Mai mult, când guvernul comunică cu cetățenii pentru combaterea teoriilor conspirative, metodele online sunt mai eficiente față de altele, cum ar fi publicațiile tipărite. Aceasta promovează și transparența, poate îmbunătăți nivelul de încredere într-un mesaj și este mai eficient la a ajunge la grupuri demografice subreprezentate. În 2019 însă, multe website-uri guvernamentale nu profitau la maxim de oportunitățile de împărtășire a informațiilor. La fel, conturile de social media trebuie să fie folosite eficient pentru ca comunicația cu publicul să aibă însemnătate, de exemplu prin răspuns la cererile cetățenilor trimise pe aceste conturi. Alți pași ce pot fi efectuați pot fi adaptarea mesajelor la stilul de comunicare folosit pe platforma de social media în chestiune, și promovarea unei culturi a deschiderii. Întrucât mesajele contradictorii pot susține teoriile conspirative, este importantă și evitarea de relatări care se contrazic, cum ar fi asigurarea acurateței mesajelor de pe conturile de social media ale membrilor individuali ai organizației.

### Campanii de sănătate publică
Metode cu succes în disiparea teoriilor conspirației au fost studiate în contextul campaniilor de sănătate publică. O caracteristică importantă a strategiilor de comunicare pentru tratarea teoriilor conspirației în domeniul medical este utilizarea de tehnici care se bazează mai puțin pe apelul la emoție. Este mai eficientă încurajarea oamenilor să proceseze informațiile rațional. Utilizarea de materiale ajutătoare vizuale este și ea o parte esențială a acestor strategii. Întrucât teoriile conspirației se bazează pe gândire intuitivă, iar prelucrarea informației vizuale se bazează pe intuiție, asemenea materiale pot concura direct pentru atenția publicului.
În campaniile de sănătate publică, retenția informației de către public este cea mai mare pentru mesaje formulate în termeni de pierdere, care includ rezultate mai extreme. Apelul excesiv la scenarii catastrofale (de exemplu, ratele scăzute de vaccinare cauzează o epidemie) poate însă provoca anxietate, care este asociată cu conspiraționismul și poate crește credința în teoriile conspirative. Tacticile fricii⁠(d) au condus uneori la rezultate incerte, dar sunt în general considerate lipsite de eficiență. Un exemplu este utilizarea de imagini care arată rezultate înfricoșătoare din domeniul sănătății, cum ar fi impactul fumatului asupra sănătății dinților. O explicație posibilă este că informația procesată prin răspunsul la frică de regulă nu este evaluată rațional, ceea ce poate împiedica legarea mesajului de comportamentele dorite.
O tehnică deosebit de importantă este utilizarea de focus groupuri⁠(d) pentru a înțelege exact ce cred oamenii, și motivele pe care le dau pentru aceste credințe. Aceasta permite concentrarea comunicării pe îngrijorările specifice pe care le identifică oamenii, și pe subiectele care sunt ușor de interpretat greșit de către public, întrucât aceștia sunt factorii de care pot profita teoriile conspirației. În plus, discuțiile cu focus groupurile și observațiile dinamicii de grup pot indica ce idei anticonspiraționiste au șanse mai multe să se răspândească.
Printre intervențiile care tratează teoriile conspirației în domeniul medical reducând senzația de neputință se numără punerea accentului pe consimțământul informat⁠(d), furnizarea pancienților de informații relevante fără a le impune decizii, asigurarea că au sentimentul controlului. Îmbunătățirea accesului la servicii medicale reduce și el conspiraționismul din domeniul medical. Eforturile politice în acest sens pot însă și să alimenteze alte teorii conspiraționiste, cum s-a întâmplat cu Legea îngrijirii medicale accesibile⁠(d) (Obamacare) din Statele Unite. O altă strategie de succes este de a impune oamenilor să vadă un film scurt când își îndeplinesc unele obligații, ca înscrierea la școală sau obținerea permisului de conducere, care s-au demonstrat a îmbunătăți ratele de vaccinare și de înscriere pentru donarea de organe.
O altă abordare se bazează pe tratarea teoriilor conspirației drept narațiuni care exprimă valori personale și culturale, făcându-le mai puțin susceptibile la corecturi factuale directe, și mai ușor de tratat eficient prin contranarațiuni. Contranarațiunile pot fi mai antrenante și mai memorabile decât simplele corecturi, și pot fi adaptate la valori specifice pe care le au indivizii și culturile. Aceste narațiuni pot relata experiențe personale, sau pot fi ele însele narațiuni culturale. În contextul vaccinării, printr exemplele de narațiuni culturale se numără relatările despre descoperirile științifice, despre cum era lumea înaintea vaccinării, sau despre cercetători eroici și altruiști. Temele de adresat ar fi cele care pot fi exploatate de teoriile conspirației pentru a crește ezitarea la vaccinare, cum ar fi percepția riscului vaccinării, sentimentul de neputință al pacientului, și lipsa de încredere în autoritățile medicale.

### Efecte inverse
S-a sugerat că contrazicerea directă a dezinformărilor poate fi contraproductivă. De exemplu, întrucât teoriile conspirației pot reinterpreta informații care  le infirmă drept parte a narativului lor, refutarea unor afirmații poate avea ca rezultat întărirea lor accidentală, un „efect invers”. În plus, publicarea criticii teoriilor conspirației poate avea ca efect legitimizarea lor. În acest context, printre posibilele intervenții se numără alegerea cu grijă a teoriilor conspiraționiste de infirmat, cererea de analize adiționale din partea unor observatori independenți, și introducerea diversității cognitive în comunitățile conspiraționiste prin subminarea slabei lor epistemologii. Orice efect de legitimizare poate fi redus și răspunzând la mai multe teorii ale conspirații în loc de mai puține.
Există mecanisme psihologice prin care poate avea loc efectul invers, dar există diverse dovezi pe acest subiect, iar efectul invers real este foarte rar în practică. O recenzie a literaturii științifice pe tema efectului invers efectuată în 2020 a găsit că existența lui a fost foarte des imposibil de replicat, chiar în condițiile în care ar fi observarea lui ar fi teoretic favorizată. Din cauza lipsei de reproductibilitate, la acea dată cei mai mulți cercetători cred că efectele inverse sunt fie improbabile la nivelul populației largi, fie pot apărea doar în circumstanțe foarte specifice, fie nu există. Brendan Nyhan, unul din cercetătorii care au avansat la început ideea apariției efectelor inverse, scria în 2021 că persistența dezinformării este cel mai probabil cauzată de alți factori.
În general, oamenii resping teoriile conspiraționiste atunci când află despre contradicțiile lor sau despre lipsa de dovezi. Pentru cei mai mulți oameni, corecturile și verificarea faptelor nu au impact negativ, și nu există niciun grup anume de oameni în care să fie observate consistent efecte inverse. Prezentarea de corecturi factuale, sau sublinierea contradicțiilor logice din teoriile conspiraționiste, s-a demonstrat a avea un efect pozitiv în multe circumstanțe. De exemplu, aceasta s-a studiat în cazul informării celor care credeau în teorii ale conspirației legate de 9/11 despre afirmațiile unor experți și martori reali. O posibilitate este ca criticile să aibă efect invers dacă contestă viziunea universală a cuiva, sau identitatea sa. Aceasta sugerează că o abordare eficientă ar fi să se evite asemenea contestații când se emit critici.

## În psihologia clinică
Pentru unii indivizi o compulsie obsesivă de a crede, dovedi sau răspândi o teorie a conspirației poate indica o stare psihologică bine-cunoscută, una ipotetică sau combinații ale acestora, cum ar fi: paranoia, negarea, schizofrenia și sindromul lumii rele.

## Teorii dovedite
Câteva teorii conspirative s-au dovedit în timp a fi reale, de exemplu:
- În Afacerea Dreyfus (1894), mai mulți ofițeri superiori ai armatei franceze l-au scos țap ispășitor pe ofițerul alsacian de origine evreiască Alfred Dreyfus, pentru a proteja adevăratul făptaș, un membru al aristocrației
- Pactul Ribbentrop-Molotov era, declarativ, o înțelegere de neagresiune; acțiunile ulterioare au lăsat impresia că URSS și Germania Nazistă își divizaseră Europa Centrală și de Est, fapt care a fost confirmat ulterior când s-a publicat protocolul adițional secret, cu tot cu o hartă ce delimita sferele de influență sovietică și germană.
- Ideea vehiculată în deceniile anilor 1950 și 1960 că FBI desfășoară acțiuni subversive împotriva unor mișcări percepute a fi de stânga, cum ar fi cele care se opuneau participării americane la Războiul din Vietnam sau militau pentru egalitatea în drepturi a negrilor. În 1971, un grup de persoane a pătruns prin efracție într-un sediu al FBI și a găsit dovezile operațiunii COINTELPRO, coordonate de J. Edgar Hoover.

Din momentul în care au fost clar dovedite, ele nu se pot fi considerate simple teorii conspirative.